# Петерс, Яков Христофорович
Я́ков Христофо́рович Пе́терс (латыш. Jēkabs Peterss; 21 ноября [3 декабря] 1886, Бринкенская волость, Газенпотский уезд, Курляндская губерния, Российская империя (современная Латвия) — 25 апреля 1938, «Коммунарка», РСФСР, СССР) — российский революционер латвийского происхождения, один из создателей и первых руководителей ВЧК. Расстрелян во время Большого террора.
Заместитель председателя ВЧК Феликса Дзержинского, врио председателя ВЧК с 7 июля по 22 августа 1918 года. Имел значок Почётного работника ВЧК-ГПУ под № 2.

## Биография
В автобиографии, составленной в 1928 году при вступлении во всесоюзное общество старых большевиков, Петерс указывал, что был сыном батрака, с восьми лет должен был искать себе пропитание и пас скот у соседних хуторян, а с четырнадцати стал работать по найму у соседнего помещика вместе с батраками. Однако в 1917 году Петерс в разговоре с американской журналисткой Бесси Битти говорил, что был сыном «серого барона» (так в Прибалтийском крае называли богатых крестьян-землевладельцев) и у его отца были наёмные работники.
В 1904 г. переехал в Либаву, где вступил в Латвийскую социал-демократическую рабочую партию.
Во время революции 1905—1907 годов, согласно анкете, вёл агитацию среди крестьян и батраков. В марте 1907 года был арестован. Обвинялся в покушении на жизнь директора завода во время забастовки, но в конце 1908 года был оправдан Рижским военным судом.

### В эмиграции (1909—1917)
В 1909 году эмигрировал в Гамбург, а оттуда спустя год переехал в Лондон. Фёдор Ротштейн, помогавший обустраиваться оказывавшимся в Лондоне русским коммунистам, вспоминал, что ему пришлось «повозиться» с Петерсом, который, бежав от преследования царского правительства, был без копейки денег, не знал ни слова по-английски. Был членом лондонской группы Социал-демократии Латышского края (СДЛК), Британской социалистической партии и латышского Коммунистического клуба.
23 декабря 1910 года арестован лондонской полицией по подозрению в причастности к убийству полицейских во время попытки ограбления в Хаундсдитч ночью 16-17 декабря. Петерс заявил, что грабителей возглавлял его двоюродный брат Фриц Сварс (Fritz Swars), но сам Петерс никого не убивал. Вскоре, 3 января 1911 года, произошла знаменитая «осада Сидней-стрит», где несколько латышских террористов в течение дня отстреливались от полиции. Очаг террористов был уничтожен только при участии воинских частей; операцией на месте руководил тогдашний министр внутренних дел Уинстон Черчилль. Петерс, которого обычно отождествляют с командовавшим анархистской группой Петром Пятковым по кличке Пётр-«Художник» (англ. Peter the Painter), был арестован, провёл 5 месяцев в тюрьме, после чего в мае 1911 года был оправдан судом за недостатком доказательств.
После освобождения встречался с Клэр Шеридан, кузиной Уинстона Черчилля. Однако «на одной из вечеринок Клэр заметила, что Яков внезапно потерял интерес к очередной политической дискуссии… Причиной тому стала подруга Клэр — совсем молоденькая, тихая Мэй, дочь лондонского банкира». Женился на дочери британского банкира Мэйзи Фримэн. В 1914 году родилась дочь Петерса, Мэй.
Перед Февральской революцией Петерс занимал место управляющего отдела импорта крупной английской торговой компании.
Во время Первой мировой войны был членом комитета социалистических групп, возглавляемого Чичериным.

### Революция 1917 года
После Февральской революции 1917 года приехал через Мурманск в Петроград. Работал в Риге, член ЦК СДЛК и представитель СДЛК в ЦК РСДРП(б). Вёл работу среди войсковых частей на Северном фронте, член ВРК 12-й армии в августе-октябре 1917 г.. После занятия города немцами был вынужден оставить Ригу и, отступая вместе с войсками, остановился в Вольмаре, где работал как один из редакторов газеты «Циня» (латыш. Борьба).
Затем направлен в качестве представителя от крестьян Лифляндской губернии на Демократическое совещание, созванное Александром Керенским.
В октябрьские дни 1917 года — член Петроградского ВРК, делегат 2-го Всероссийского съезда Советов, член ВЦИК. Готовил войсковые части к вооружённому восстанию.

### Работа в ВЧК-ГПУ
После Октябрьской революции — член коллегии и помощник (по существу заместитель) председателя и казначей Чрезвычайной комиссии. С апреля 1918 года — первый в истории ВЧК секретарь парторганизации.
Именно с его именем связывают формирование образа «латышского лица» ВЧК: «Свою роль в массовом притоке латышей в ВЧК сыграло и то, что вторым лицом в ведомстве „пролетарской расправы“ стал Я. Х. Петерс, широко привлекавший в ряды чекистов своих товарищей и земляков, прошедших трудную школу социал-демократического подполья в Прибалтийском крае, имевших опыт конспирации и участия в боевых дружинах 1905—1907 годов».
Участвовал в раскрытии заговора Локкарта, руководил ликвидацией левоэсеровского мятежа 1918 года. Так как убийство Мирбаха 6 июля 1918 года было совершено с документами, подписанными самим Дзержинским, Феликс Эдмундович был временно снят с поста председателя ВЧК, а его место занял Яков Петерс, который сформировал новую коллегию ведомства исключительно из коммунистов. 22 августа (после возвращения Дзержинского) Петерс был утверждён его заместителем.
Вёл следствие по делу покушавшейся на В. И. Ленина эсерки Ф. Е. Каплан. Несмотря на её прямое признание, не торопил разбирательство, пытался выявить как мотивы, так и возможных соучастников покушения.
Руководил ликвидацией «Союза защиты родины и свободы» Б. В. Савинкова в Москве и Казани.
9 января 1919 года Я. Петерс, участвуя в заседании Президиума ВЧК (кроме него присутствовали М. И. Лацис, И. К. Ксенофонтов и секретарь Мурнек) вынес постановление: «Приговор ВЧК к лицам бывшей императорской своры — утвердить, сообщив об этом в ЦИК». По этому постановлению в Петрограде были расстреляны великие князья Николай Михайлович, Георгий Михайлович, Павел Александрович и Дмитрий Константинович.
Работал в Московском ревтрибунале, с 1918 года — один из трёх его председателей, заседавших поочерёдно.
В марте 1919 года на посту зампреда ВЧК его сменил И. Ксенофонтов, а Петерс в том же месяце был послан в Петроград, где был назначен начальником внутренней обороны, а потом комендантом укреплённого района. Как вспоминал о нём в мемуарах Виктор Серж: «Молодой латыш с бульдожьим лицом, пользовался мрачной репутацией — он расстреливал без пощады…»
11 июня 1919 года Я. Петерсом была выработана и разослана по районам «инструкция по производству осмотра Петрограда». Согласно указанному документу, каждый район разбивался на участки, в которых проводился поголовный осмотр всех жилых и нежилых помещений. Основной задачей этих мероприятий являлось нахождение оружия. Задержанию при обысках подлежали все лица, имевшие при себе огнестрельное оружие без соответствующих разрешений, за исключением владельцев только охотничьих ружей; дезертиры; граждане, не получившие какой-либо прописки; лица, вообще не имевшие видов на жительство; все бывшие полицейские чины до околоточных включительно и все бывшие жандармские офицеры и унтер-офицеры.
14 июня был дан приказ о начале тщательного осмотра всех подозрительных мест и зданий районов, храмов всех вероисповеданий, колоколен, чердаков, подвалов, сараев, складов и площадей.
В июле 1919 года с отступлением белых войск Северного корпуса (впоследствии Северо-Западная армия) от Петрограда, управление начальника внутренней обороны г. Петрограда, возглавляемое Петерсом, было упразднено постановлением РВС 7-й армии, а вместо него было сформировано управление начальника Петроградского укреплённого района. Петерс стал комендантом укреплённого района и членом Комитета обороны.
В августе 1919 года Петерс был назначен комендантом Киевского укреплённого района и начальником гарнизона. На сам город в это время с разных сторон наступали части белой армии на Юге России под командованием Деникина и войска Петлюры.
Общественный деятель русской эмиграции, юрист и писатель Алексей Александрович Гольденвейзер в своих мемуарах «Из киевских воспоминаний» указал следующее:
Будучи не в силах изменить что-либо в военном отношении, Петерс и Лацис стали отыгрываться на внутреннем враге <…> Однажды утром газеты вышли с бесконечно длинным, столбца в два, списком расстрелянных. Их было, кажется, 127 человек; мотивом расстрела было выставлено враждебное отношение к советской власти и сочувствие добровольцам. В действительности, как выяснилось потом, коллегия чрезвычайки, усиленная Петерсом, решила произвести массовый расстрел и выбрала по списку заключенных всех, против кого можно было выставить хоть что-нибудь компрометирующее <…> действительное число расстрелянных не ограничивалось приведённым в газетах списком. В самый последний день перед уходом большевиков в Чека расстреливали уже без всякого учёта и контроля.
После падения Киева Петерс — член Военсовета в Туле. Зимой 1919—1920 годов работал в Москве в качестве заместителя председателя Особого комитета СТО по проведению военного положения на железных дорогах. В январе 1920 года — полпред ВЧК на Северном Кавказе, комиссар Северо-Кавказской железной дороги.

### В Туркестане
В 1920—1922 годах — член Туркестанского бюро ЦК РКП(б), полномочный представитель ВЧК в Туркестане и начальник Ташкентской ЧК. Руководил операциями против антибольшевистских формирований Дутова, Анненкова, Энвер-паши.
В мае 1921 года встретил в Ташкенте знакомого по Лондону Ф. А. Ротштейна, который был назначен полпредом в Персии, и с вооружённым отрядом чекистов сопровождал его в Персию.
Летом 1921 года по приказу Петерса были арестованы и заключены в тюрьму профессор П. П. Ситковский и все врачи клиники Ситковского по обвинению во вредительстве. Петерс решил сделать суд показательным и сам выступил на процессе в качестве общественного обвинителя.
В письме Ленина к А. А. Иоффе от 13 сентября 1921 был обвинён вместе с М. П. Томским и А. Г. Правдиным в уклоне в сторону русского шовинизма — видимо, это стало причиной отзыва Петерса из Туркестана в Москву.

### В Москве
В феврале 1922 года Петерс был отозван в Москву и назначен членом Коллегии и начальником созданного 2 июня 1922 года Восточного отдела ГПУ. Новый отдел объединял работу чекистов на Кавказе, в Туркестанской, Башкирской, Татарской и Крымской автономных республиках, Бухарской и Хорезмской народных республиках. Новому отделу вменялась разработка материалов закордонной части ИНО ГПУ-ОГПУ из стран Востока, исполнение оперативных задач восточного отдела было обязательным для ИНО. Отделениями в Восточном отделе руководили заместитель Петерса Владимир Стырне, Фёдор Эйхманс и Михаил Казас. Работая в Восточном отделе, Петерс в 1925 году был одновременно и главным инспектором погранвойск ОГПУ. К 10-летию ВЧК в декабре 1927 года он был награждён орденом Красного Знамени.
В конце 1929 года Петерс руководил комиссией по чистке сотрудников учреждений Академии наук СССР. Из 259 академиков и членов-корреспондентов были изгнаны 71, в основном учёные гуманитарного профиля. Многие из них были арестованы по так называемому «академическому делу». Более года шло следствие по этому делу. 70-летнего академика С. Ф. Платонова и его сподвижников ОГПУ обвинило в намерении свергнуть Советскую власть, образовать Временное правительство с последующей реставрацией монархии в России.
31 октября 1929 года Я. X. Петерс был освобождён от обязанностей члена Коллегии и начальника Восточного отдела ОГПУ. Его чекистский этап биографии на этом формально завершился, хотя Петерс продолжал работать в контрольных органах.
В 1930—1934 годах — председатель Московской контрольной комиссии ВКП(б). В 1923—1934 годах — член Центральной контрольной комиссии ВКП(б), в 1927—1934 годах — кандидат в члены Президиума центральной контрольной комиссии и принятый член её Президиума. С 1934 — член Комиссии партийного контроля при ЦК ВКП(б), член Бюро комиссии партийного контроля.
Арестован 27 ноября 1937 года по обвинению в участии в контрреволюционной организации.
Расстрелян 25 апреля 1938 года на полигоне «Коммунарка», после чего удалён из публиковавшихся фотографий чекистов.
Реабилитирован ВК ВС СССР 3 марта 1956 года.

## Семья
- Отец — Христофор Петерс (латыш. Kristofers Peterss) (годы жизни неизвестны).
- Первая жена — Мэй (Мэйси) Фриман (англ. Maisie Freeman) (1914—1971), дочь лондонского банкира.
  - Дочь — Мэйси Петерс-Фриман (1914—?), после того, как Яков Петерс стал заместителем главы ЧК, он пригласил свою жену и дочь приехать в Советскую Россию. Приехав в 1928 году, они обнаружили, что у него уже новая семья. Дочь Мэйси так и не смогла вернуться в Англию[25].
- Вторая жена — Антонина Захаровна Петерс (1896—1986), урождённая ?, родилась в городе Орёл; русская. Осуждена 19.06.1938 ОСО при НКВД СССР как ЧСИР, 8 лет ИТЛ в Акмолинском ЛЖ Карлага. Освобождена 12.04.1946[26].
  - Сын — Игорь Петерс, однокашник Юрия Трифонова и Льва Федотова. После ареста родителей оказался в лагере, после которого умер от туберкулеза. Анатолий Грановский утверждал, что Игорь Петерс стал тайным агентом НКВД.

## Сочинения
- Петерс Я. О чистке советского аппарата. — М.: Московский рабочий, 1929.
- Петерс Я. Чистка соваппарата и контроль масс. — М.: ГИЗ, 1930.
- Петерс Я. Отчетный доклад о работе МКК ВКП(б). — М.: Партиздат, 1934.
- Петерс Я. Воспоминания о работе в ВЧК в первый год революции // Пролетарская революция. — 1924. — № 10 (33). — С. 5—32. // Составители: В. Гончаров, А. Кокурин. Гвардейцы Октября. Роль коренных народов стран Балтии в установлении и укреплени большевистского строя. — Москва: Индрик, 2009. — С. 373—381. — 492 с. — 1000 экз. — ISBN 978-5-91674-014-1.

## Киновоплощения
- Эдуард Павулс («Заговор послов», 1965)
- Олег Мокшанцев («Шестое июля», 1968)
- Гирт Яковлев («Петерс», 1972)
- Пеэтер Урбла («20 декабря», 1981)
- Владимир Семионичев («Бой на перекрёстке», 1982)
- Богдан Коминовский («Рейли: король шпионов[англ.]», 1983)
- Артём Каминский («Маска и душа», 2002)